# 范懋和
范懋和（1522年—？年），原名范以作，字爾新，又字用殷、中吾，號望淇，四川叙州府富順縣人，明朝政治人物。

## 生平
治《易經》，由縣學生中式嘉靖二十八年己酉科（1549年）四川鄉試第七名舉人，年三十五歲中式嘉靖三十五年（1556年）戊辰科會試第一百五十名，第三甲第一百四名進士。吏部观政，授行人司行人，三十八年升刑部主事，四十二年升员外、郎中，嘉靖四十三年（1564年）升任湖廣鄖陽府知府，四十四年调陕西漢中府，隆慶元年（1567年）升陕西副使、兵备潼关，嚴除蠹役，出贖金，建城舖五十一所。時韓邑山寇、蒲渭桀盜、華洛礦徒，悉就蕩平，闲暇時則校課諸生。五年正月升貴州參政，因被陕西巡按御史郭庭梧论其任職陝西時贪肆不职，六年閏二月勒令闲住。

## 家族
曾祖范弘毅，助教；祖范魯；父范巡，生员贈刑部主事；嫡母劉氏，贈安人；生母邵氏，贈安人。永感下，兄汝聰；汝元；以脩；以似；汝恭；弟以佩。